# Yuzuka
yuzuka（ゆずか）は、日本の作家、エッセイスト、脚本家で、ウェブメディアの編集長。

## 来歴・人物
元精神科・美容外科の看護師。東京在住。
Twitterで恋愛や心の悩みに関連したツイートを発信し、2017年頃フォロワーが増え3万人を超えるくらいから恋愛や美容に関する内容で女子SPA!や日刊spa!等WEB媒体を中心にライターとして活動を始める。
現在のTwitterフォロワー数は約14万人。
2018年1月頃からインタビュアーとしても活動し著名人へのインタビュー記事なども公開している。同年10月『大丈夫、君は可愛いから。君は絶対、幸せになれるから。』（2018年・KADOKAWA）を刊行、同年12月peek a boo × 渋谷ニコルソンズ主催、木下半太 原作・演出、堤下敦 主演の舞台公演「悪夢のエレベーター」（2018年12月4日-9日 中野テアトルBONBON）をプロデュースするなど、ライター業以外の活動も見られる。
取材では1ヶ月間牛舎で働く、特殊清掃員として孤独死の現場に立ち会うなど、体を張ったスタイルが評価されている。現在はトー横キッズや虐待を受けた子ども達の取材を中心に行いながら、自死予防の啓発的な活動も行う。
2019年2月には『Lonely? ねえ女の子、幸せになってよ』（2019年・セブン&アイ出版）を刊行。
また同年、沖縄への移住、整形を公言し、メディアで体験談を語っている。
2021年3月『君なら、越えられる。涙が止まらない、こんなどうしようもない夜も』（2021年・大和書房）を刊行。
2023年7月『埋まらないよ、そんな男じゃ。』（2023年•逆旅出版）
2022年に結婚、2023年に息子を出産していることを公表している。
過去に自動車運転免許証を保有していたが、何度も交通事故を起こしそうになり、電柱に衝突し車を廃車にした際に、「このままだと人を殺すか殺される」と思い、まだ20代にもかかわらず、運転免許証を返納したことを2022年6月に明らかにしている。
2024年頃からは脚本家としても活動。主に縦型ショートドラマの原作や脚本を手がける。2024年8月には自身が脚本を務めた「愛の炎罪〜人気ママタレの裏の顔は不倫モンスターでした。〜」、が、BUMPの縦型ショートドラマで初速1ヶ月の歴代売上1位を記録した。その他の作品として、自身の過去をモチーフにした原作を提供した「五反田ほいっぷ学園」等がある。
現在は結婚相談所ナレソメ予備校が運営するウェブメディア、ナレソメノートの編集長も務めている。

## 著書
- 『大丈夫、君は可愛いから。君は絶対、幸せになれるから。』（2018年10月31日・KADOKAWA）ISBN 978-4-04-604012-1
- 『Lonely? ねえ女の子、幸せになってよ』（2019年2月21日・セブン&アイ出版）ISBN 978-4-86008-798-2
- 『君なら、越えられる。涙が止まらない、こんなどうしようもない夜も』（2021年3月21日・大和書房）ISBN 978-4-479-77230-9
- 『埋まらないよ、そんな男じゃ。』（2023年7月・逆旅出版）ISBN 978-4991262012